# Sveti Đurđ
Sveti Đurđ (régi magyar neve Szent György) falu és község Horvátországban, Varasd megyében. Közigazgatásilag Hrženica, Karlovec Ludbreški, Komarnica Ludbreška, Luka Ludbreška, Obrankovec, Priles, Sesvete Ludbreške és Struga települések tartoznak hozzá.

## Fekvése
Varasdtól 21 km-re keletre a Dráva jobb partján fekszik.

## Története
A település mai Ludbreg helyén állt római kori Ioviába vezető ősi út mellett keletkezett. Szent György plébániáját 1334-ben a zágrábi püspökség oklevelében "ecclesia s. Georgii" néven említik először, de sem a falu, sem a plébánia keletkezéséről nincs pontos adatunk. A plébániák 1501-es felsorolásában a ludbregi területen "s. Georgii in Spinis" plébániáját és Albert nevű papját is megemlítik, ami azt jelenti, hogy a középkorban a Szent György plébánia székhelye Trnje mezején volt. Ezután mintegy száz évig semmilyen írásos említés nincs a faluról és a templomról. 1600-ban 5 jobbágyházzal szerepel újra a történeti forrásokban. Az 1625-ös egyházi vizitáció szerint a Szent György plébániatemplom Trnje mezején Popovci, vagy Popovec faluban volt, tehát a falunak ekkor ez volt a neve. A 17. században a faluban népiskola működött. Az 1659-es vizitáció szerint a plébániának 69 forintja, 65 hektár földje és 4 jobbágya volt. Az egyhajós templom 1641-ben épült, ekkor létesült a körülötte levő temető is. A templomnak három oltára, kórusa, harangtornya volt. Az 1680-as vizitáció szerint a faluban már 20 ház állt. A ludbregi ingatlanok 1750-es összeírásában már a falu is "Szenth Gyorgy" néven szerepel. 1768 és 1775 között felépült az új plébániatemplom, melynek kegyura Ludbreg akkori birtokosa gróf Batthyány Ádám volt. 1787-ben a II. József által elrendelt az első népszámlálás 51 házat és 288 felnőtt lakost talált itt, a gyermekek száma 87 volt. Az 1813-as összeírás szerint a faluban templom, plébánia és iskola is állt. 1840-ben felépült az iskolaépület, melyet 1894-ben átépítettek és bővítettek. 1848-ban, amikor Ludbreg járási székhely lett Sveti Đurđ jegyzőség központja lett.
1920-ig Varasd vármegye Ludbregi járásához tartozott. 1928-ban a falu északnyugati részén felépült a Szentháromság-kápolna. 1952-ben közösségi ház épült, ahol egy ideig az iskola is működött. Ma a községi hivatal székhelye, de itt található az orvosi rendelő, a fogorvosi rendelő, a gyógyszertár és a posta is. Az iskola mai épületét 1987-ben emelték a régi iskolaépület helyén. A lakosság száma 1953-ban érte el a maximumot 780 fővel, 1991-ben 725, 2001-ben 743 lakos élt itt. A községnek ekkor 4174 lakosa volt.
A község egyesületei közül a tűzoltó egyletet 1897-ben, a Dráva labdarúgó egyesületet 1934-ben, az ökológiai egyletet és a mazsorettcsoportot 2001-ben alapították.

## Nevezetességei
- Szent György tiszteletére szentelt plébániatemploma 1768 és 1775 között épült.
- A Szentháromság-kápolnát 1928-ban emelték.
- Műemlék még a plébánia 18. századi épülete.

## Külső hivatkozások
- A község hivatalos oldala
- A Szent György plébánia honlapja
- Az alapiskola honlapja
- A tűzoltóegylet honlapja